# Artista da sedução
Artista da sedução ou artista da pegação (em inglês: Pickup artist; PUA}}), descreve um homem cujo objetivo é seduzir e ter sucesso sexual com mulheres. Os artistas da sedução se organizam numa comunidade que existe por meio de boletins, blogues, marketing (por exemplo: banners, seminários, treinamento individual), fóruns, grupos, entre outros.
O surgimento da "ciência da sedução", "jogo" ou "carisma estudado" foi atribuído às formas modernas de namoro e normas sociais entre os sexos, que se desenvolveram a partir de um aumento percebido na igualdade das mulheres na sociedade ocidental e a mudanças dos papéis tradicionais de gênero. Os comentaristas da mídia descreveram o "jogo" como sexista ou misógino. Algumas pessoas reconheceram que as técnicas adotadas às vezes conseguem atrair mulheres, outros acusam os artistas da sedução de usar truques para manipular mulheres para fazerem sexo casual com eles.